# Fahndungsliste
Auf einer Fahndungsliste werden Personen geführt, die verdächtigt werden, Straftaten begangen zu haben oder die vermisst werden, geisteskrank bzw. suizidgefährdet sind, als Zeugen benötigt werden oder aus anderen Gründen gesucht werden.
Für weitere allgemeine Informationen siehe
- Fahndung
- Steckbrief

Besondere Fahndungslisten waren oder sind:
- Fahndungsliste bekannter Personen des Bundeskriminalamts (Deutschland)
- FBI Ten Most Wanted Fugitives, eine Fahndungsliste der US-Bundespolizei FBI
- Sonderfahndungsliste zu Zeiten des Deutschen Reichs